# Neumatóforo

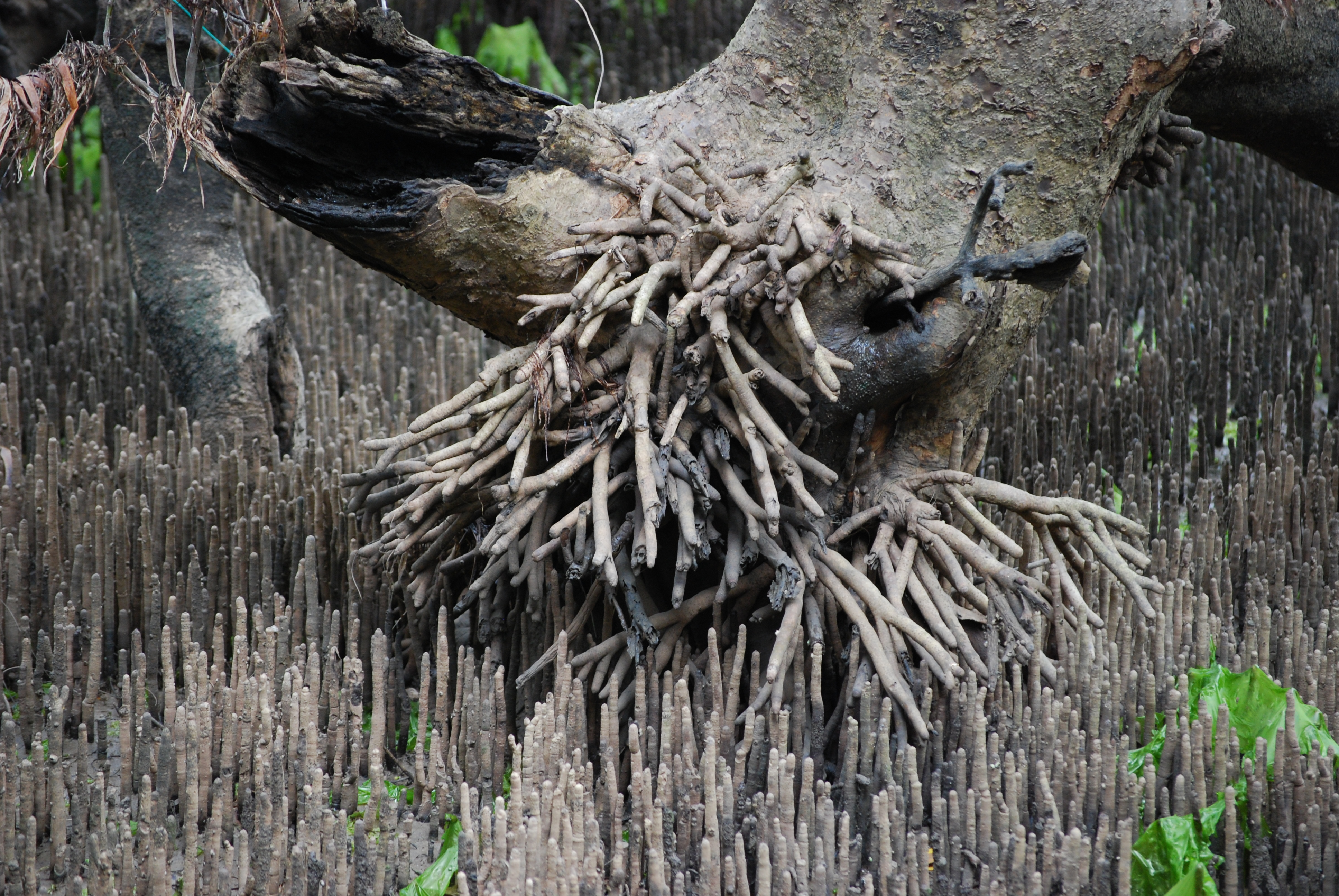
Neumatóforos de Avicennia marina

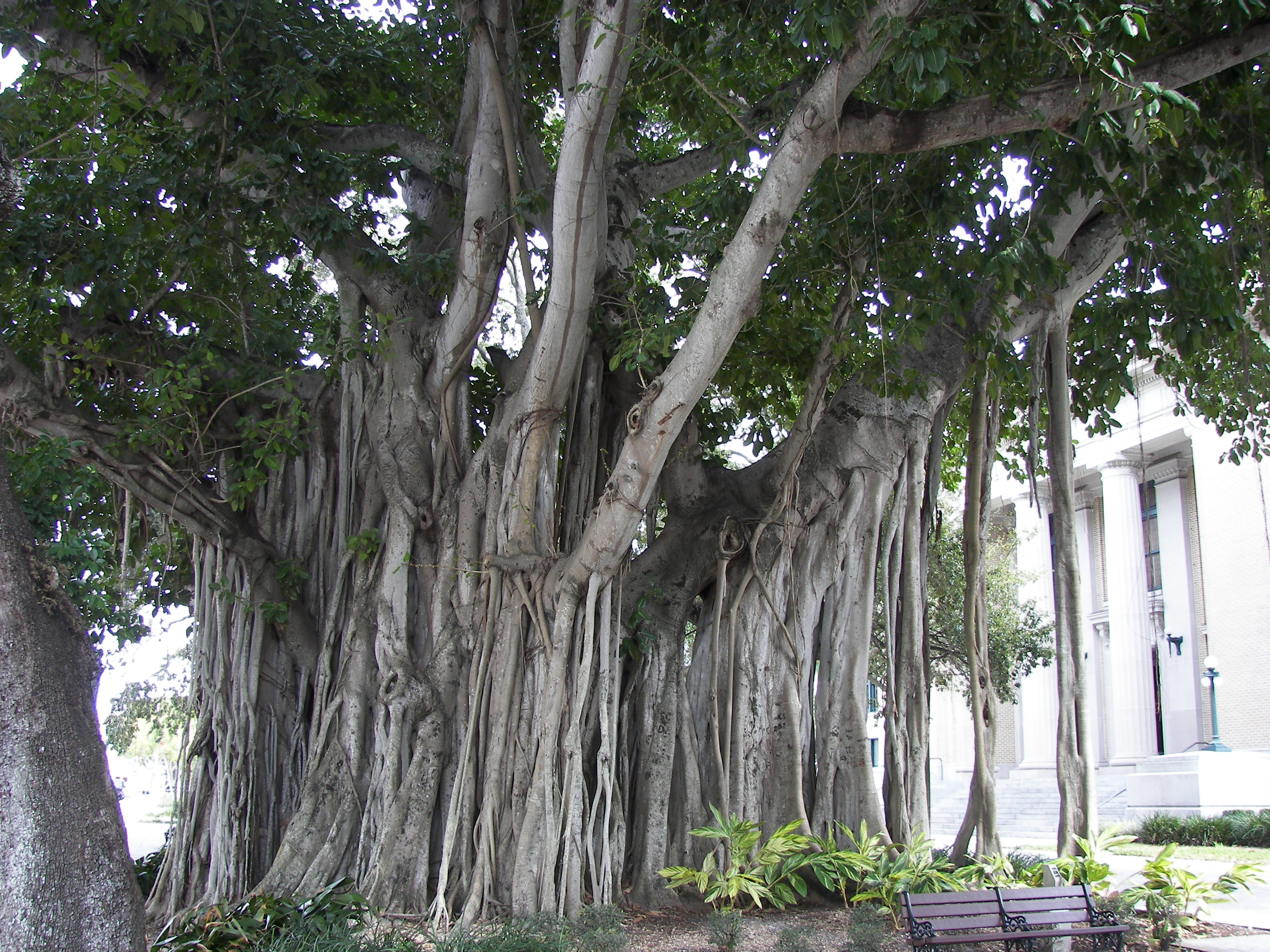
Ficus benghalensis

Los neumatóforos son raíces aéreas especializadas que permiten a las plantas respirar aire en hábitats con suelos anegados. Estas raíces pueden crecer partiendo desde el tallo (hacia abajo) o hacia arriba (geotropismo negativo), partiendo desde las raíces típicas. En este caso —cuando provienen del suelo—, se suelen clasificar como raíces aireadoras, en lugar de raíces aéreas. 

Su estructura está formada por tejidos esponjosos con la superficie cubierta de lenticelas (poros pequeños) que absorben el aire y difunden el oxígeno por ósmosis a través de toda la planta, según sea necesario. Los neumatóforos caracterizan el mangle negro, el mangle gris y el mangle blanco de otras especies de mangles.
Además de en mangles, los neumatóforos se dan en diversas especies, incluidas epifitas como las orquídeas; árboles tropicales costeros como Ficus; árboles de Nueva Zelanda como Metrosideros robusta y M. excelsa y trepadoras como Hedera helix. 